# Баталья, Пабло
Пабло Мартин Баталья (исп. Pablo Martín Batalla; 16 января 1984, Кордова) — аргентинский футболист, полузащитник, тренер.

## Карьера
Баталья начал свою карьеру в аргентинском клубе «Велес Сарсфилд» в 2003 году. В этом клубе он провёл два сезона, после чего выступал за мексиканский клуб «Пачука», а также аргентинские клубы «Кильмес» и «Химнасия и Эсгрима». В 2005 году в составе клуба «Велес Сарсфилд» стал чемпионом Аргентины. В 2008 году он играл за колумбийский «Депортиво Кали», после чего пять сезонов выступал за турецкий клуб «Бурсаспор», завоевав в сезоне 2009/2010 годов золото чемпионата Турции. В 2014 году подписал контракт с пекинским клубом «Бэйцзин Гоань».
В январе 2016 года Баталья вернулся в «Бурсаспор».

## Достижения
«Велес Сарсфилд»
- Чемпион Аргентины: Клаусура 2005

 «Бурсаспор»
- Чемпион Турции: 2009/2010